# ジェフ・イマダ
ジェフ・イマダ（Jeff Imada、1955年6月17日 - ）は、アメリカのカリフォルニア州イングルウッド出身のアクション・スタントコーディネーター。主にフィリピンの伝統武術であるエスクリマ(カリ)を用いたアクション・格闘シーンの振り付けを得意とする。
100タイトル以上の映画やテレビ番組のスタントシーンを担当している俳優にして、映画監督でもある。また、バタフライナイフについての著作がある。

## 人物・経歴
アメリカ合衆国の連続ドラマ『ナイト・ライダー』のシーズン1での格闘シーンについて賞を受けている。映画『ゴーストハンターズ』や『ペイバック』に出演し、『ゴースト・ハンター』ではバタフライナイフとバトンを使った妙技を披露している。
2007年には、『ボーン・スプレマシー』や『ボーン・アルティメイタム』にチーフファイトコーディネーターとして参加している。ゲームソフト『ボーン・コンスピラシー』でも、モーションキャプチャーアーティストとして参加している。ダン・イノサントの指導のもとにジークンドーを学ぶ間柄でもあったブランドン・リーの最後の出演作である『クロウ/飛翔伝説』では、格闘シーンの振付師を務めた。
バタフライナイフの著書とDVDを出している。